# Martin Kivuva Musonde
Martin Kivuva Musonde (ur. 10 lutego 1952 w Muthetheni) – kenijski duchowny katolicki, arcybiskup metropolita Mombasy. 

## Życiorys

### Prezbiterat
Święcenia kapłańskie przyjął 9 grudnia 1978. Inkardynowany do diecezji Mombasa, przez kilkanaście lat pracował w duszpasterstwie parafialnym. W 1989-1992 był odpowiedzialny za media diecezjalne, zaś w 1992 został dyrektorem katolickiej telewizji Ukweli Video Productions.

### Episkopat
15 marca 2003 został mianowany biskupem ordynariuszem diecezji Machakos. Sakry biskupiej udzielił mu 3 czerwca 2003 ówczesny metropolita Nairobi - arcybiskup Raphael Ndingi Mwana’a Nzeki.
9 grudnia 2014 Franciszek mianował go arcybiskupem metropolitą Mombasy.